# Ataque a la base militar de El Mreiti
El ataque a la base militar de El Mreiti se produjo el 4 de junio de 2005, cuando militantes del Grupo Salafista para la Predicación y el Combate, un grupo predecesor del AQMI, atacaron una remota guarnición del ejército mauritano en el oeste de Mauritania, matando a dieciocho soldados gubernamentales y capturando una cantidad significativa de armas.

## Descripción
Según un comunicado emitido por los militantes, los atacantes rodearon la base y entablaron una batalla que duró varias horas, hasta que finalmente irrumpieron en la base, se apoderaron de grandes cantidades de armas y municiones y huyeron. El mismo comunicado afirmaba que cincuenta soldados mauritanos habían muerto en el asalto. Cinco militantes del GSPC, todos de nacionalidad argelina, murieron durante la batalla. El ataque fue dirigido por Mokhtar Belmokhtar, un yihadista argelino y veterano de la guerra afgano-soviética. Fue una de las primeras operaciones vinculadas a Al Qaeda que tuvo lugar en suelo mauritano y estimuló al gobierno de Mauritania a aliarse con Argelia y Malí en un intento por erradicar a los militantes de la región.